# Agent Fresco
Agent Fresco är ett isländskt alternativrockband.

## Medlemmar
- Arnór Dan Arnarson - sång
- Vignir Rafn Hilmarsson - bas
- Hrafnkell Örn Guðjónsson - trummor
- Þórarinn Guðnason - gitarr och piano

## Diskografi

### Album
- 2008: Lightbulb Universe
- 2010: A Long Time Listening
- 2015: Destrier

### Singlar
- 2008: "Eyes of a Cloud Catcher"
- 2010: "Translations"
- 2011: "A Long Time Listening"
- 2014: "Dark Water"
- 2015: "See Hell"
- 2015: "Wait For Me"
- 2015: "Howls"